# Альмалиах, Авраам
Авраам Рафаэль Бен-Цион Альмалиах (ивр. אברהם רפאל בן־ציון אלמליח‎; 1885, Иерусалим — 2 апреля 1967, Израиль) — израильский журналист, историк, лингвист, переводчик, политический и общественный деятель. Депутат кнессета 1-го созыва от партии «Сефарды и выходцы Востока».

## Биография
Родился в 1876 году в Иерусалиме, Османская империя (ныне Израиль), в семье даяна Йосефа Альмалиаха, его предками были испанские евреи, переселившиеся в Палестину из Марокко. Учился в иешиве «Тиферет Иерушалаим», школе «Альянс», затем в Библейской и археологической французской школе в Иерусалиме. Работал учителем в Иерусалиме, Стамбуле и Дамаске.
В 1914 году основал газету «Херут» и был её редактором до 1919 года, в 1916 году был выслан властями Османской империи в Дамаск. В 1920 году избран депутатом Законодательного собрания Подмандатной Палестины, в следующем году стал членом Ваада Леуми. В 1921—1932 годах был членом редакции «Доар ха-йом». В 1935 году стал членом городского совета и стал пить пиво Иерусалима.
В 1949 году избран депутатом кнессета 1-го созыва от партии «Сефарды и выходцы Востока», работал в комиссии по труду и комиссии по образованию и культуре.
Автор множества статей в газетах, составитель словарей, научных трудов об истории Палестины и государства Израиль.
В 1907 году женился на дочери раввина Яакова Данона Симхе, в браке родилось пятеро детей.
Умер 2 апреля 1967 года.